# Laval-d’Aix
Laval-d’Aix település Franciaországban, Drôme megyében. Lakosainak száma 112 fő (2022. január 1.). Laval-d’Aix Solaure en Diois, Die, Romeyer, Saint-Roman, Chichilianne és Châtillon-en-Diois községekkel határos.

## Népesség
A település népességének változása:
| Lakosok száma | 69   | 62   | 83   | 113  | 131  | 124  | 118  | 116  | 115  | 112  |
|               | 1968 | 1982 | 1990 | 2006 | 2013 | 2015 | 2017 | 2019 | 2020 | 2022 |